# 온음계
음악에서 온음계(―音階, Diatonic scale, heptatonic prima로도 알려짐)는 일곱 개의 음으로 구성된 옥타브가 반복되는 음계로 옥타브마다 5개의 온음과 2개의 반음이 있다. 두 개의 반음은 두 개의 온음들과 세 개의 온음들에 의해 분리되어 있다. 이러한 패턴은 온음계가 한 옥타브 이상 확장될 수 있게 해주며, 반음들은 모두 최대한 멀리 떨어져 있다.(예: 최소한 두 개의 온음들에 의해 떨어져 있음)
정확하게는 온음계적 음계라고 한다. 이것에는 모든 장음계와 자연단음계가 포함된다. 화성단음계와 가락 단음계는 반음계적 음정을 가지므로 반음계적 단음계라고 한다.

## 같이 보기
- 온음계와 반음계
- 음악의 역사
- 선사 음악